# Fazan (potok)
Potok Fazan (italijansko Fasano) je manjši potok hudourniškega značaja v Slovenski Istri, ki teče čez vzhodni del Seče ter skozi Vinjole do Lucije, v bližini katere se izliva v Portoroški zaliv.

## Zgodovina
V spodnjem toku, pod Lucijo, je potok speljan v dovodni kanal nekdanjih Lucijskih solin (tudi solin Fazan), opuščenih ob koncu 1960-ih. Kanal je ob plimi zagotavljal dotok morske vode v soline.

## Kanal Fazan in upravljanje
Potok Fazan se v bližini župnijske cerkve v Luciji razširja v mandrač ter istoimenski morski kanal, po katerega bregovih sedaj poteka meja med naseljema Lucija in Portorož.
Kanal danes v glavnem služi manjšim plovilom, s tamkajšnjimi komunalnimi privezi upravlja Marina Portorož.

## Mostovi, brvi in drugi objekti
Zaradi gradnje trase piranskega trolejbusa (delujočega 1909-1911) in za njim tramvaja (delujočega 1912-1953) so tedanji most čez potok Fazan v Luciji, ki je bil zgrajen za dostop v Lucijske soline, dodatno ojačali, saj je čezenj odtlej potekal tudi promet do nekdanje železniške postaje Lucija na trasi Porečanke. Sedanji most na tem mestu je novejši in je bil zgrajen sočasno z razširitvijo lokalne ceste med Lucijo in Portorožem v cesto z ločenimi prometnimi pasovi. 
V 1960-ih so ob opuščenih solnih poljih Lucijskih solin na desnem bregu kanala zgradili čolnarno za športne in rekreativne namene, v kateri je kasneje delovala kavarna s kegljiščem, poleg nje pa je bila zgrajena večja, danes propadajoča restavracija.
Po izgradnji prve faze bližnje marine v Luciji (uradno Marina Portorož) je bil pri nekdanji čolnarni, okoli leta 1975, čez kanal zgrajen premični most, ki je omogočal vplutje in izplutje tudi plovilom z jamborji. Ob izgradnji druge faze marine je bil čez kanal malo višje zgrajen most za pešce, ki je v uporabi še danes, premični most pa je bil opuščen in njegovi kovinski deli odstranjeni. 
Pod mostom glavne ceste G2-111 (Izola-Sečovlje) je preko potoka Fazan v Luciji urejena tudi brv za pešce, vendar je prehod pešcev možen zgolj ob nizkem vodostaju. Ker je potok Fazan hudourniške narave, je namreč po večjih nevihtah pretok potoka občasno močno povečan.